# Terrakota
Terrakota est un groupe portugais de musiques du monde, originaire de Lisbonne. Son style musical mélange plusieurs styles de musiques africaines et de tendances actuelles comme le reggae.

## Histoire
Leur point de départ est la musique organique de l'Afrique noire, mélangée aux sons des Caraïbes, des Indes et de l'Occident. Dans Terrakota, la variété des rythmes est le mot clé qui permet à l'énergie de Romì, Junior, Alex, Francesco, David, Humberto et Nataniel, les sept membres du groupe, de briller. C'est pourquoi cette fusion d'influences reggae, de sons du Sahel, de musique mandingue, de wassolou, de sons chimurenga, de musique arabe, de rythmes afro-cubains et de soukous nécessite l'utilisation d'une grande variété d'instruments provenant de différentes parties du monde - des congas au djembé ou au didjeridoo, en plus de la basse, de la guitare et de la batterie habituelles.
Le single Bolomakoté sort sur la compilation Optimus 2001. Leur premier album, portant le même nom et sorti en 2002, est le fruit de deux ans de travail. En 2004, ils sortent l'album Humus Sapiens, et en 2007 leur troisième album Oba Train. 

## Discographie
- 2002 : Terrakota[2]
- 2004 : Humus Sapiens[2]
- 2007 : Oba Train[2]
- 2010 : World Massala[2]